# Рамиро Гарсес (наваррский инфант)
Рамиро Гарсес (родился к 1052 году — погиб 6 января 1083) второй сын наваррского короля Гарсии III и его жены Стефании Фуа. Он владел землями в Нахере и был сеньором Калаорры. 6 января 1083 в замке Руэда-де-Халон у Сарагосы он попал в засаду и был убит.

## Наваррский период
Рамиро Гарсес указан как гарант в ряде королевских хартий (грамот).
Впервые он упоминается в королевской хартии Гарсии III монастырю Санта-Мария-де-Нахера, как «лат. Infans Ranimirus». Грамоту датируют 18 апреля (примерно) 1052 года. Кроме Рамиро там указаны его старший брат — наследник Наварры Санчо (назван «лат. Dominus Sanciu»), а также младшие дети Гарсии III: Рамон (назван «лат. Infans Raimundus») и Эрмесинда («лат. Infans Ermesinda»).
В 1054 году после того как Гарсия III погиб королём Наварры стал его сын Санчо IV.
11 марта 1055 года Санчо IV вместе с его матерью Стефанией даровали королевскую хартию монастырю Сан-Мильян-де-ла-Коголья. Среди гарантов хартии названы младшие братья короля — Рамиро («лат. Ranimirus»), Фердинанд («лат. Fredinandus») и Рамон («лат. Remondus»).
19 марта 1058 года епископ Калахорры. Гомес заключил договор с сеньорами Ексимино и Санчо Фортуниосами, гарантами выступили Рамиро, Фердинанд и Рамон.
20 июля (примерно) 1062 года Рамиро сделал пожертвование монастырю Сан-Мартин-де-Альбейда, хартию подтвердил сеньор Калахоры Фортунио. В 1066 году Рамиро вместе с другими братьями фигурирует в завещании их матери Стефании.. По завещанию Рамиро получил Лесу, Сото, Целлас, Алфисеру, Торресилью-де-Камерос и Ларрагу.
В хартиях Санчо IV от 17 апреля и 6 августа 1072 года Рамиро назван сеньором Сан-Стефано («лат. Infans Ranimirus in Sancto Stephano» и «лат. Infans domnus Ranimirus, dominator Sancti Stefani» соответственно).
Также Рамиро упомянут в хартии Гарсии Рамиреса (назначенного в 1078 году епископом Памплоны) как королевский сын и брат.

## Кастильский период
4 июня 1076 года в Пеньялене в результате заговора своим собственным братом Рамоном был убит Санчо IV. Кроме Рамона в заговоре участвовала их сестра Эрмесинда и несколько придворных.
Дети Санчо были малы. Поэтому наваррцы, недовольные братоубийцей, решили что ни один из братьев убитого, ни его дети не будут выбраны королями Наварры
Они пригласили на трон короля Санчо Арагонского, который объединил короны Наварры и Арагона. Усиление Арагона осложнило его отношения с Кастилией, которая заняла Ла-Риоху. Кастильцы объявили, что признают королем малолетнего Гарсию Санчеса.
Графом кастильской Нахерры стал фаворит Альфонса VI Гарсиа Ордоньес, за которого выдали инфанту Уракку, старшую сестру Рамиро.
3 мая 1079 года Рамиро и его сестра Эрмесинда упомянуты в грамоте Альфонса VI Кастильского, императора Испании.
18 апреля 1081 года Рамиро сделал пожертвование монастырю Санта-Мария-де-Нахера. Хартию подтвердили его сёстры Рамиро — Уракка и Эрмесинда и их кастильские мужья.
23 января 1082 года Рамиро именуется сеньором Калахорры. В этом качестве он одарил монастырь Сан-Мартин-де-Альбейды. А 27 мая (предположительно) 1085 года вместе с сестрой Ураккой и её семьёй он назван в хартии монастырю Святой Марии Нахерской.

## Смерть
Обстоятельства смерти Рамиро рассказаны в «Истории Родриго».
В крепости Руэда-де-Халон, лежавшей к 35 км от Сарагосы и принадлежавшей мусульманскому правителю Абульфалаку в тюрьме сидел «Адафир» (Музаффар), бывший правитель Лериды.
В тюрьму поместил его собственный брат Ахмад I аль-Муктадир, отец Юсуфа аль-Мутамида, правителя Сарагосы.
После смерти аль-Муктадира Абульфалак договорился с Музаффаром и не только освободил его, но и признал своим главой.
После восстания против правителя Сарагосы, Абульфалак обратился за поддержкой к императору Альфонсу VI.
Среди войска направленного к мусульманскому городу Руэда-де-Халон были Рамиро, инфант наваррский и сеньор Калаорры, а также и Гонсало Сальвадорес, граф Буребы и Старой Кастилии. Рамон Менендес Пидаль датирует поход осенью 1082 года. Но получив поддержку от Альфонса Музаффар неожиданно умер. Тогда Абульфалак пошел на хитрость. Он предложил принести присягу Альфонсу и передать тому Руэду-де-Халон, но просил лишь императора Испании самолично её принять. Альфонс VI после переговоров согласился и подошел к крепости. Когда 6 января 1083 года передовой отряд в состав, которого входили Рамиро и Гонссало Сальвадорес вошел в замок на него обрушились камни. Весь авангард погиб, но Альфонс VI в засаду не попал.
Кастильцы выкупили тела убитых и отвезли на родину. Инфант Рамиро был похоронен в монастыре Санта-Мария-де-Нахера.